# Heptacarpus littoralis
Heptacarpus littoralis är en kräftdjursart som beskrevs av Butler 1980. Heptacarpus littoralis ingår i släktet Heptacarpus och familjen Hippolytidae. Inga underarter finns listade i Catalogue of Life.